# Bodenstation Kiruna

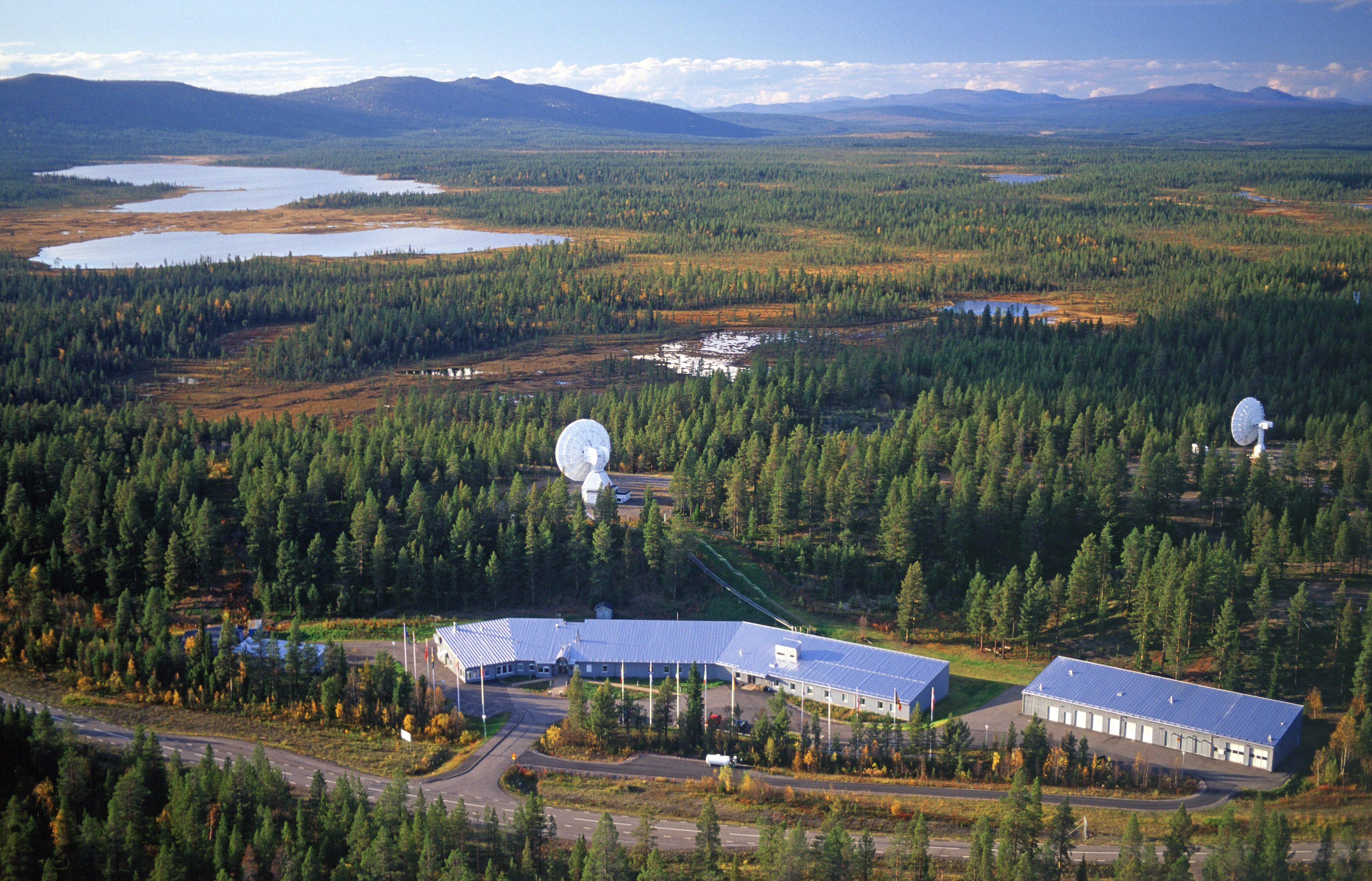
Die Bodenstation Kiruna bei Salmijärvi 38 km östlich von Kiruna in Nordschweden

Die Bodenstation Kiruna ist eine terrestrische Funkstation der Europäischen Weltraumorganisation (ESA) in Salmijärvi, 38 Kilometer östlich der Stadt Kiruna in der Gemeinde Kiruna in Schweden. Sie ist Teil des ESTRACK-Netzes von Telekommunikationsstationen, die von der ESA zur Überwachung ihrer Satelliten und zum Abruf von Telemetrie- und wissenschaftlichen Daten genutzt werden. Verwaltet und betrieben wird die Station vor Ort von der Swedish Space Corporation, einer Organisation mit staatlicher und privater Beteiligung. 
Aufgrund der Lage nördlich des Polarkreises, ist die Station vor allem für Satelliten mit polarem Orbit von Bedeutung und bietet nach Raketenstarts Unterstützung während der Launch and Early Orbit Phase (LEOP). Die Station liegt nur wenige Kilometer vom European Space and Sounding Rocket Range (kurz Esrange) entfernt, auf der Höhenforschungsraketen und Höhenforschungsballons gestartet werden.
Zu den unterstützten ESA-Missionen gehören Integral, SWARM, Sentinel-1A, Envisat, Sentinel-6 oder CryoSat-2 und ehemals GOCE. 

## Anlage
Die Station verfügt über zwei Parabolantennen in einer Höhe von ca. 400 Metern über dem Meeresspiegel: KIR-1 mit einem Durchmesser von 15 Metern sowie KIR-2 mit 13 Metern. Beide Anlagen sind für die besonderen klimatischen Bedingungen ausgerüstet und können im S-Band empfangen und senden sowie im X-Band empfangen. Die Station hat eine unterbrechungsfreie Stromversorgung und diverse leistungsfähige Kommunikationsverbindungen.
Darüber hinaus verfügt die Station über eine GPS Tracking and Data Analysis Facility, einen Dienst zur Bereitstellung des International GNSS Service in Form eines Zweifrequenz-Empfängersystems mit geodätischer Genauigkeit, welches kontinuierliche Messungen an die ESOC-Navigationseinrichtung liefert.
Die Bodenstation ist außerdem mit einem Empfänger der Galileo Experimental Sensor Station (GESS) ausgestattet, der auch kontinuierliche Daten an das ESOC liefert.